# Michigamea
 Mitchigamea, Michigamea o Michigamie era una tribu de la Confederació Illinois. No se sap molt sobre ells i el seu origen és incert. Originalment se'ls diu que són del llac Michigan, potser de l'àrea de Chicago. Mitchie Precinct, comtat de Monroe al sud-oest d'Illinois pren el seu nom de la seva presència transitòria, al nord del Fort de Chartres francès, a l'American Bottom al llarg del Mississipi. Una de les seves aldees a l'American Bottom, habitada des de 1730 fins al 1752, és un dels principals jaciments arqueològics de la regió; se'l coneix com a "Kolmer Site".
Es creu que el poble es va traslladar més tard a Arkansas sota la pressió dels iroquesos. El seu líder més conegut va ser el cap Chicagou. En 1673 Jacques Marquette i Louis Jolliet necessitaven un traductor de miami-illinois per entendre els michigamea; la major part del contacte va ser en llenguatge de signes dels indis de les planes. Jean-Bérnard Bossu ofereix dues frases de la meitat del segle xviii que segons John Koontz indiquen que Michigamea era un llengua sioux de la branca de Mississipi.